# Musée naval de Madrid
Le musée naval de Madrid (en espagnol : Museo Naval de Madrid) est un musée national espagnol situé à Madrid. Ses collections sont composées d'éléments historiques de l'Armada espagnole (marine de guerre espagnole), remontant au XVe siècle et s'étendant jusqu'à nos jours. C'est en 1792, que le ministre de la marine Antonio Valdés y Fernández Bazán (en) suggère sa création au roi Carlos IV, mais ce n'est que sous le règne d'Isabel II, en 1843, qu'il ouvre ses portes.